# РМ-Г
РМ-Г «Десна»— российская ремонтная гусеничная машина. Разработана и производится на Рубцовском машиностроительном заводе (ныне Рубцовский филиал НПК УралВагонЗавод).

## Описание конструкции
Машина создана на базе БМП-1. Основным назначением является оказание помощи экипажам в техническом обслуживании во время боя, а также эвакуация повреждённых боевых машин пехоты из-под огня противника.

### Вооружение
Для защиты экипажа на машине имеется башенная установка с установленным 7,62-мм пулемётом ПКТ. Возимый боекомплект составляет 2000 патронов. Помимо пулемёта в машине имеется 6 реактивных противотанковых гранат РПГ-26. Кроме того, машина оборудована 81-мм гранатомётами системы 902В «Туча» для стрельбы дымовыми гранатами.

### Средства наблюдения и связи
Для ведения прицельной стрельбы в машине установлен перископический электрообогреваемый прицел ППБ-2, обладающий перископичностью в 312-мм. Прицел обеспечивает угол зрения до 25..28 градусов, в также обладает увеличением х2,47..х2,6 раз. Также на РМ-Г установлены 12 смотровых приборов ТНПО-170А. Приборы имеют перископичность 162-мм, а также обеспечивают обзор в горизонтальной плоскости — 44°, а в вертикальной — 11..12°. Кроме того, имеется бинокулярный электронно-оптический комбинированный прибор наблюдения ТКН-3Б. Для вождения в условиях плохой видимости или ночью у механика-водителя имеется перископический пассивно-активный бинокулярный ночной прибор наблюдения ТВНЕ-1ПА.
Для переговоров внутри машины в РМ-Г установлено танковое переговорное устройство Р-174. Для внешней связи имеется УКВ радиостанция Р-163-50У.

### Специальное оборудование
Для выполнения боевых задач и перевозки оборудования машина имеет специальную платформу грузоподъёмностью 1,0 т. Кроме того имеется специальная крановая установка, оборудованная электромеханическим приводом управления. Наибольший вылет стрелы составляет до 3130 мм, а высота подъёма — 4000 мм. Также для осуществления ремонта в машине установлено электросварочное оборудование. Помимо всего прочего, РМ-Г имеет необходимый ремонтный комплект ЗИП для осуществления текущего ремонта и технического обслуживания танков и БМП.